# 麥基 (演員)
麥基（英語：Mak Kei，1935年6月30日—2014年7月6日），原名區國亮，香港著名演員。

## 簡歷
麥基祖籍廣東省肇慶市，在香港出生長大，教育程度是中學畢業，母校是聖保羅書院。二十歲時進入邵氏第一期藝員訓練班，演過上百部粵語及國語電影，更有「東方占士甸」之稱。三十歲時移居美國，先後兩度離婚，並育有兩女一子。
粵語片年代多是扮演阿飛角色，但偶然也有演出正派角色，例如在粵語片《你情我願》中，麥基飾演正直的醫生。此外，麥基在《黑寡婦》，《三喜奇缘》都扮演好人。晚年時麥基則多數是飾演慈父等角色。

## 演出作品
*以下列表只記錄麥基演出過的影視作品，若有遺漏，請協助補充相關資料。

### 電視劇（亞洲電視）
| 年份   | 劇名                               | 角色          |
| 1994年 | 洪熙官                             | 陳世倌        |
| 1994年 | 戲王之王                           | 宋從衍        |
| 1994年 | 郎心如鐵（又名：失落真心）         | 沈青          |
| 1995年 | 精武門                             | 羅探長        |
| 1995年 | 美夢成真                           | 李志仁        |
| 1995年 | 一屋两鬼三人行（又名：再續隔世情） | 陳父          |
| 1995年 | 殭屍道長                           | 柯榮          |
| 1995年 | 包青天：英雄本色 包青天：告親夫    | 郭槐 玄坤法師 |
| 1996年 | 我和春天有個約會                   | 藍敦          |
| 1996年 | 誰是兇手·一屋廿三伙                | 鄧祥盛        |
| 1996年 | 千王之王重出江湖                   | 孫飛炮        |
| 1996年 | 再見艷陽天                         | 丁祺          |
| 1996年 | 殭屍道長II：轉世靈童               |               |
| 1996年 | 親親，親人                         |               |
| 1997年 | 萬事勝意                           | 黃台長        |

### 單元劇（香港電台）
| 年份   | 劇名                                                     | 角色       |
| 1994年 | 唱談普通話：逍遙之樂                                     | 洪海       |
| 2006年 | 獅子山下：再見石硤尾 二零零七年芝加哥國際電視節–雨果銀獎 |            |
| 2007年 | 性本善：老而不 紐約電視節–優異獎                         | 男主角阿勝 |
| 2009年 | 流金頌：生死有命                                         | 男主角阿基 |
| 2010年 | 沒有牆的世界：獨立宣言                                   |            |
| 2010年 | 一念之間：離.留                                          | 男主角徐伯 |
| 2010年 | 有房出租 (第二輯)：地產霸權                              | 樓下業主   |

### 配音作品
| 年份     | 劇名       | 角色             | 演員         |
| 年份不明 | 武士道     | 霧俠唐比         | 牧冬吉       |
| 年份不明 | 星空奇遇記 | 史葛(第一代配音) | James Doohan |